# عمري ألتمان
عمري ألتمان (بالعبرية: עומרי אלטמן) هو لاعب كرة قدم إسرائيلي في مركز الوسط المهاجم ولد في يوم 23 مارس 1994 في مدينة رمات غان في إسرائيل، يلعب حالياً مع نادي باناثينايكوس في اليونان وسبق له اللعب مع هابويل تل أبيب وهابويل بتاح تكفا ومكابي تل أبيب، لعب مع منتخب إسرائيل تحت 21 سنة ويبلغ طوله 18 سم.

## روابط خارجية
- عمري ألتمان على موقع الاتحاد الأوربي (الإنجليزية)
- عمري ألتمان على موقع قاعدة بيانات كرة القدم.إي يو (الإنجليزية)
- عمري ألتمان على موقع ناشيونال فوتبول تيمز (الإنجليزية)
- عمري ألتمان على موقع Soccerway.com (الإنجليزية)
- عمري ألتمان على موقع عالم كرة القدم.نت (الإنجليزية)
- عمري ألتمان على موقع AS.com (الإسبانية)